# Les Fidèles en prière
Les Fidèles en prière est un tableau de Vincenzo Petrocelli daté de 1849 et conservé au musée de Capodimonte à Naples, en Italie.

## Description
Le tableau représente une scène de dévotion religieuse, mettant en avant des fidèles en prière. Petrocelli utilise une composition minutieuse et un jeu de lumière délicat pour accentuer la profondeur spirituelle de la scène. L'œuvre est caractéristique du style du peintre, qui se distingue par sa capacité à capturer des moments de grande intensité émotionnelle et religieuse.